# ديفيد مونيوث رودريغيز
ديفيد مونيوث رودريغيز (بالإسبانية: David Muñoz Rodríguez)‏ هو مهندس مكسيكي، ولد في 1950.